# Poker Hall of Fame
Il Poker Hall of Fame è uno dei massimi riconoscimenti per i giocatori professionisti di poker.

## Storia

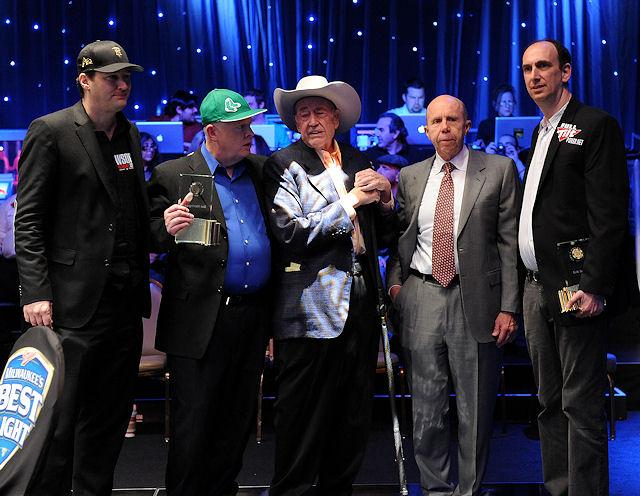
Cinque membri del Poker Hall of Fame: Hellmuth, Harrington, Brunson, Jack Binion e Seidel

Nel 1979, la Horseshoe Gaming Holding Corporation, fondata e guidata da Benny Binion con sede a Las Vegas, Nevada, fondò il Poker Hall of Fame: un'onorificenza che premia i giocatori professionisti di poker più influenti e tutte le persone che contribuiscono a far evolvere e conoscere il gioco del poker.. Nel 2004, con l'acquisizione da parte della Caesars Entertainment Corporation del gruppo Horseshoe, tutti i diritti del Poker Hall of Fame passarono al nuovo gestore.

## Requisiti
I principali requisiti per poter essere ammessi al Poker Hall of Fame sono:
- aver giocato contro avversari dei massimi livelli;
- aver giocato high stakes;
- aver giocato bene, guadagnandosi il rispetto degli altri giocatori;
- aver passato la prova del tempo;
- per i non giocatori, aver contribuito in modo significativo ed indelebile alla crescita, allo sviluppo ed al successo del gioco del poker.[4]

Nel 2009, Tom Dwan, all'epoca ventitreenne, fu scelto come finalista avendo prevalso nel ballottaggio pubblico sul sito delle World Series of Poker. Per evitare l'elezione di un giocatore troppo giovane, nel 2010 fu introdotto un nuovo requisito, conosciuto come "Chip Reese Rule" (regola di Chip Reese).
- avere un minimo di 40 anni al momento della nomination.[4]

## Membri
| Anno | Nome               | Nazione             |
| ---- | ------------------ | ------------------- |
| 1979 | Johnny Moss        | Stati Uniti         |
| 1979 | Wild Bill Hickok   | Stati Uniti         |
| 1979 | Edmond Hoyle       | Inghilterra         |
| 1979 | Nick Dandolos      | Grecia              |
| 1979 | Corky McCorquodale | Stati Uniti         |
| 1979 | Red Winn           | Stati Uniti         |
| 1979 | Sid Wyman          | Stati Uniti         |
| 1980 | Blondie Forbes     | Stati Uniti         |
| 1981 | Bill Boyd          | Stati Uniti         |
| 1982 | Tom Abdo           | Stati Uniti         |
| 1983 | Joe Bernstein      | Stati Uniti         |
| 1984 | Murph Harrold      | Stati Uniti         |
| 1985 | Red Hodges         | Stati Uniti         |
| 1986 | Henry Green        | Stati Uniti         |
| 1987 | Puggy Pearson      | Stati Uniti         |
| 1988 | Doyle Brunson      | Stati Uniti         |
| 1988 | Jack Straus        | Stati Uniti         |
| 1989 | Sarge Ferris       | Stati Uniti         |
| 1990 | Benny Binion       | Stati Uniti         |
| 1991 | Chip Reese         | Stati Uniti         |
| 1992 | Amarillo Slim      | Stati Uniti         |
| 1993 | Jack Keller        | Stati Uniti         |
| 1996 | Little Man Popwell | Stati Uniti         |
| 1997 | Roger Moore        | Stati Uniti         |
| 2001 | Stu Ungar          | Stati Uniti         |
| 2002 | Lyle Berman        | Stati Uniti         |
| 2002 | Johnny Chan        | Stati Uniti Cina    |
| 2003 | Bobby Baldwin      | Stati Uniti         |
| 2004 | Berry Johnston     | Stati Uniti         |
| 2005 | Jack Binion        | Stati Uniti         |
| 2005 | Crandell Addington | Stati Uniti         |
| 2006 | T.J. Cloutier      | Stati Uniti         |
| 2006 | Billy Baxter       | Stati Uniti         |
| 2007 | Barbara Enright    | Stati Uniti         |
| 2007 | Phil Hellmuth      | Stati Uniti         |
| 2008 | Dewey Tomko        | Stati Uniti         |
| 2008 | Henry Orenstein    | Stati Uniti Polonia |
| 2009 | Mike Sexton        | Stati Uniti         |
| 2010 | Dan Harrington     | Stati Uniti         |
| 2010 | Erik Seidel        | Stati Uniti         |
| 2011 | Barry Greenstein   | Stati Uniti         |
| 2011 | Linda Johnson      | Stati Uniti         |
| 2012 | Eric Drache        | Stati Uniti         |
| 2012 | Sailor Roberts     | Stati Uniti         |
| 2013 | Tom McEvoy         | Stati Uniti         |
| 2013 | Scotty Nguyen      | Stati Uniti         |
| 2014 | Jack McClelland    | Stati Uniti         |
| 2014 | Daniel Negreanu    | Canada              |
| 2015 | Jennifer Harman    | Stati Uniti         |
| 2015 | John Juanda        | Stati Uniti         |
| 2016 | Todd Brunson       | Stati Uniti         |
| 2016 | Carlos Mortensen   | Spagna Ecuador      |
| 2017 | Dave Ulliott       | Inghilterra         |
| 2017 | Phil Ivey          | Stati Uniti         |
| 2018 | Mori Eskandani     | Stati Uniti Iran    |
| 2018 | John Hennigan      | Stati Uniti         |
| 2019 | Chris Moneymaker   | Stati Uniti         |
| 2019 | David Oppenheim    | Stati Uniti         |
| 2020 | Huck Seed          | Stati Uniti         |
| 2021 | Eli Elezra         | Israele             |
| 2022 | Layne Flack        | Stati Uniti         |
| 2023 | Brian Rast         | Stati Uniti         |
| 2024 | Patrik Antonius    | Finlandia           |
| 2025 | Michael Mizrachi   | Stati Uniti         |
| 2025 | Nick Schulman      | Stati Uniti         |